# La ragazza (roman)
Pour les articles homonymes, voir La Ragazza.
La ragazza (titre original : La ragazza di Bube) est un roman de l'écrivain italien Carlo Cassola paru en 1960 et lauréat, la même année, du prix Strega.

## Historique
Le roman est écrit entre 1958 et 1959, puis publié dans sa langue d'origine aux éditions Einaudi l'année suivante. Il est traduit en français par l'écrivain et poète suisse Philippe Jaccottet et paraît aux éditions du Seuil en 1962, puis dans la collection Le Livre de poche en 1970 et, enfin, aux éditions Cambourakis en 2015.

## Résumé
L'histoire se déroule dans le Valdelsa, peu avant la fin de la libération de l'Italie, durant la Seconde Guerre mondiale.

## Adaptation cinématographique
- 1964 : La ragazza (La ragazza di Bube), film italien réalisé par Luigi Comencini, avec dans les principaux rôles Claudia Cardinale, George Chakiris et Marc Michel.